# 水戸女子高等学校
水戸女子高等学校（みとじょしこうとうがっこう）は、茨城県水戸市上水戸一丁目にある私立高等学校。設置者は水戸女子商業学園。

## 設置学科・コース
- 普通科
  - 選抜進学コース
  - 教養進学コース
  - 福祉実践コース(2年次より)
- 商業科
  - 会計情報コース

## 沿革
水戸女子高等学校の沿革は以下のとおり。
- 1931年 - 茨城女学校として創立。
- 1935年 - 茨城商業女学校と校名変更。
- 1944年 - 水戸女子商業学校と校名変更。
- 1948年 - 教育制度改正により水戸女子商業高等学校及び併設中学校となる。
- 1952年 - 併設中学校の生徒募集を中止。
- 1976年 - 普通科の設置に伴い水戸女子高等学校と校名変更。
- 2005年 - コース制を導入、商業科2コースと普通科3コースとなる。
- 2015年 - コースを再編、商業科1コースと普通科3コースとなる。

## 著名な出身者
- 樫村まどか（バレーボール選手：東レアローズ滋賀）
- 小林知加（バレーボール選手：群馬グリーンウイングス）